# Biblioteca capitolare di Monza
La Biblioteca capitolare del Duomo di Monza è in Italia una delle più importanti e antiche raccolte di volumi per valore artistico e storico. 

## Storia
La prima testimonianza scritta di codici appartenenti alla basalica risale al 603. In quell'anno fu battezzato Adaloaldo, figlio di Agilulfo e della regina Teodolinda. La regina scrisse al Papa Gregorio I informandolo del lieto evento. Il papa, per ringraziare la regina le scrisse una lettera e le inviò in dono un evangeliario, racchiuso in una custodia persica, e un secondo manoscritto chiuso in un dittico. I preziosi manoscritti sono andati perduti ma restano le due custodie. Da quel momento la biblioteca iniziò ad arricchirsi di nuovi volumi. 
Nel XII secolo vennero aggiunti circa una sessantina di volumi, cosa notevole visto la rarità e il notevole valore dei libri a quell'epoca. La biblioteca comprendeva essenzialmente volumi legati alla dottrina religiosa, ma già nel IX secolo era presente una piccola ma ragguardevole collezione di testi giuridici legati al diritto canonico. 
A partire dal XV secolo la biblioteca subì un riordino con un'intensa attività conservativa e di restauro. Nel 1797, dopo l'arrivo di Napolone i preziosi codici furono requisiti e trasferiti a Parigi alla Biblioteca Nazionale. Napoleone ne ordinò il restauro con nuova rilegatura, comprendente l'aquila imperiale sulla copertina. Questa operazione denaturalizzò molti libri, rendendone di fatto impossibile l'identificazione. Nel 1817, con il Trattato di Vienna, la Francia restituì una parte dei manoscritti, solo 115 ritornarono a Monza, circa un terzo degli incunaboli confiscati.

## Patrimonio documentario

Antico stemma del Comune di Monza

La raccolta, attualmente conservata all'interno del Duomo, comprende testi che vanno dal VI al XX secolo per un patrimonio di circa mille volumi. In particolare la Biblioteca Capitolare monzese contiene oltre duecento manoscritti.
Tra i pezzi più importanti sono da ricordare la Bibbia di Alcuino, il testo che contiene i Dialoghi di San Gregorio Magno, il codice illustrato De ratione temporum del Venerabile Beda, il Codice purpureo, un frammento di palinsesto di un libro liturgico dell'VIII secolo, vari codici musicali e codici con rare miniature.
La biblioteca custodisce anche il Codice degli Statuti del Comune di Monza nel quale è illustrato l'antico stemma medievale della città. Sono inoltre raccolte rare opere a stampa e manoscritti, incunaboli ed edizioni a stampa del XVI secolo.